# LOVE LOVE ALL STARS
LOVE LOVE ALL STARS（ラブラブオールスターズ、LLAS）はフジテレビ系列の音楽番組『LOVE LOVE あいしてる』のバックバンド。

## 概要
リーダーやバンドマスターは特に決まっていなかったが、編曲は武部聡志を中心に吉田建や鳥山雄司などが担当した。
LLASは回を重ねるごとに徐々に大所帯化していった。新メンバーが加入した場合には、番組オープニングテーマ後のゲスト紹介の後に紹介される。メンバーになったからといって毎回参加が義務付けられるわけではなく、それぞれ本業が多忙になった場合はそちらが優先された。基本的に「脱退」という概念がなく、自然的に出なくなった人物も多数いる。また、同番組はまとめ撮りすることも多かったため、1回収録を休むと1ヶ月以上出番がなくなるということもザラにあった。
活動の場は番組内だけではなく、篠原ともえのバックバンド（FNS歌謡祭、篠原ともえとお友達、篠原ともえお誕生日会 IN しのドーム等）、吉田拓郎のバックバンド （吉田拓郎LIVE'98 全部だきしめて、吉田拓郎LIVE'99 20世紀打上げパーティー）なども務めた他、吉田拓郎のアルバム「みんな大好き」では吉田拓郎とLOVE2 ALL STARS名義で参加した。また高中正義のツアー「高中正義 Tour 1997 虹伝説2 ～The White Goblin～」にも拓郎を含むLOVE LOVE ALL STARSのメンバーが多数参加した。
2001年3月31日、『LOVE LOVEあいしてる』の最終回、LOVE LOVE ALL STARSさよならコンサートをもって解散。同番組の直前に放送をしていたスペシャル番組『モーニング娘。大放送、緊急!中澤スペシャル 〜サルティンバンコにつれてって〜』で「恋愛レボリューション21」などを生演奏した。
その後、主にアコースティック編成で活動する「miniLLAS+」として『FACTORY』や「ガールポップファクトリー」などにも数度出演した。
2006年9月28日には「LOVELOVE堂本兄弟10周年記念生放送スペシャル」にて再結成、『堂本兄弟』の堂本ブラザーズバンドとのセッションが行われた。

## メンバー
篠原ともえは初期はLLASの一員だったが、いつの間にかLLASの肩書きを外されていた。
- ● - 2001年3月31日に行なわれた「LOVE LOVE ALL STARSさよならコンサート」に出演したメンバー
- ▲ - 2006年9月29日に放送された｢LOVELOVE堂本兄弟10周年生放送スペシャル｣に出演したメンバー

### キーボード
- 武部聡志 ●▲
- 西本明（The Hobo King Band）
- 沖祐市（東京スカパラダイスオーケストラ）
- 塩谷哲（オルケスタ・デ・ラ・ルス）
- 柴田俊文 ●
- 井上鑑 ●
- 杉山卓夫
- Kyon（元ボ・ガンボス） ●

### ベース
- 吉田建 ●▲
- 江川ほーじん（元爆風スランプ）
- しゅう（元シャ乱Q）
- 高橋教之（元レベッカ）
- 伊藤広規
- CHIROLYN（hide with Spread Beaver）

### ギター
- Char
- 高中正義
- 坂崎幸之助（THE ALFEE） ●▲
- 中川雅也 ●
- 野村義男 ●
- ポール・ギルバート ●
- いわぶちかつひこ ●
- 伊勢正三
- 高野寛
- パッパラー河合 （爆風スランプ）
- 駒沢裕城（スティールギター）
- 鳥山雄司 ●▲
- TAKURO（GLAY）
- TESSY
- 宮原学
- ユースケ・サンタマリア
- 原田喧太
- ヌルピョン（元モダンチョキチョキズ） ●
- 曾我泰久
- 羽田一郎 ●
- はたけ（シャ乱Q）
- 津本幸司
- 永谷喬夫（SURFACE）
- 土屋公平 ●
- 春畑道哉（TUBE）
- 土方隆行
- 是永巧一 ●

### ドラム
- 青山純
- 阿部薫 ●
- 五十嵐公太（元JUDY AND MARY） ●
- サンコンJr.（ウルフルズ）
- 島村英二
- 神保彰
- 真矢（LUNA SEA）
- そうる透 ●
- 富岡 "GRICO" 義広
- 富田京子（元プリンセス・プリンセス）
- 長谷川浩二
- 樋口宗孝（LOUDNESS、レイジー）
- ファンキー末吉（爆風スランプ、X.Y.Z.→A）
- 松田弘（サザンオールスターズ）
- 松本玲二（TUBE）
- 村石雅行 ●▲
- 宮田繁男（ORIGINAL LOVE、FIRST IMPRESSION）
- 森高千里

### コーラス（BGV）
- 中西圭三 ▲
- 木戸やすひろ ●
- ブラザートム（バブルガム・ブラザーズ） ●▲
- 陣内大蔵 ●
- 米倉利紀
- 佐藤竹善
- ゴスペラーズ
- 別所悠二（Bluem of Youth）
- カジヒデキ
- 櫻井宗久
- 小野正利
- 金子マリ
- 山本潤子
- 大滝裕子
- 猫沢エミ
- 楠瀬誠志郎
- 加藤いづみ ●▲
- 真城めぐみ ●
- 山口由子 ●
- 井上慎二郎
- パパイヤ鈴木
- 下川みくに ●▲
- 藤田陽子 ●▲
- 露崎春女 ●
- キタキマユ ●
- 高尾直樹 ●

### サックス・ブラスセクション
- 片山広明
- 金子隆博（米米CLUB）
- BIG HORNS BEE ●
- 藤井尚之（元チェッカーズ） ●
- スカパラホーンズ（東京スカパラダイスオーケストラ）
- 武田真治
- ザ・スリル・ホーンズ ●

### パーカッション
- パラダイス山元 ●
- 木村誠
- スティーヴ・エトウ
- 三沢またろう
- 大儀見元
- 大森はじめ（東京スカパラダイスオーケストラ） ●

## LOVE LOVE ALL STARS 2017
KinKi KidsのCDデビュー20周年にあたり、番組が16年ぶりに復活。
　集まったメンバーは、吉田拓郎のツアーバックバンドメンバーである。

### メンバー
- 武部聡志 　（音楽監督・キーボード）
- 鳥山雄司　（ギター）
- 河村“カースケ”智康 （ドラムス）
- 松原秀樹　（ベース）
- 渡辺格　（ギター）
- 玉木正昭 （パーカッション）
- 加藤いづみ （コーラス）
- 今井マサキ　（コーラス）
- 土居康宏　（コーラス）
- 吉岡悠歩　（コーラス）